# Carsten Haurum
Carsten Haurum (* 26. Juli 1956 in Frederiksberg, Dänemark) ist ein ehemaliger dänischer Handballspieler.

## Karriere
Haurum spielte in Dänemark für Holte IF und wechselte 1982 zum deutschen Bundesligisten TSV Grün-Weiß Dankersen. Er konnte die in ihn gesteckten Erwartungen jedoch nicht erfüllen. Nach 24 Toren in 16 Spielen verließ er Dankersen und schloss sich wieder Holte IF an.
Für die Dänische Nationalmannschaft debütierte der Rechtsaußen am 19. Mai 1978 in Hamburg bei der 15:20-Niederlage gegen den amtierenden Weltmeister Bundesrepublik Deutschland. Er nahm mit dem Team an der Weltmeisterschaft 1982 sowie an den Olympischen Sommerspielen 1980 in Moskau und 1984 in Los Angeles teil. Insgesamt absolvierte Haurum 108 Länderspiele, in denen ihm 227 Tore gelangen.

## Sonstiges
Seine Tochter Christina spielte ebenfalls Handball.